# Terramagnino da Pisa
Terramagnino da Pisa (segona meitat del s. XIII) fou un poeta en italià i autor d'un tractat de poètica trobadoresca en versos occitans. No es té notícia, per bé que és molt probable, que hagi compost poesia en occità, de manera que, estrictament parlant, no se'l pot considerar un trobador.
Terramagnino da Pisa apareix com a autor de la Doctrina d'acort, un tractat de poètica trobadoresca en vers i en occità, que prové de les Razos de trobar de Ramon Vidal de Besalú. Bertoni situa aquest text, per la cita que fa d'Ugolino di Gallura, jutge de Gallura, en els darrers vint anys del segle xiii; i suposa, a més, una estada de l'autor, originari de Pisa, a Sardenya on fins i tot podria haver escrit la seva obra. L'obra es conserva en un manuscrit amb nombrosos errors de còpia. Sembla ser autor també d'un sonet, de sentit obscur, en italià: Poi dal mastro Guitton latte tenete. Tot i que Terramagnino no és el nom de fonts, el nom de Girolamo, que se li ha atribuït, sembla fruit d'un error d'interpretació en l'edició d'aquest sonet.